# دون وايت (سائق سباق)
دون وايت (بالإنجليزية: Don White)‏ هو سائق سباق أمريكي، ولد في 24 يونيو 1926، وتوفي في أبريل 2016.